# Blooming Grove (Texas)
Blooming Grove ist eine Kleinstadt mit dem Status Town im Navarro County im Bundesstaat Texas in den Vereinigten Staaten. Das U.S. Census Bureau hat bei der Volkszählung 2020 eine Einwohnerzahl von 857 ermittelt.

## Lage
Blooming Grove liegt 24 Kilometer westlich von Corsicana, 34 Kilometer südöstlich von Waxahachie und 70 Kilometer nordöstlich von Waco am Texas State Highway 22. Umliegende Städte und Dörfer sind Rankin im Norden, Barry im Osten, Dresden im Südosten, Brushie Prairie im Südwesten, Frost im Westen und Avalon im Nordwesten.

## Geschichte
Die Stadt Blooming Grove geht auf einen Laden zurück, der kurz nach Ende des Sezessionskrieges auf dem heutigen Stadtgebiet errichtet und den Brüdern R.J. und W.D. Grady betrieben wurde. Aus diesem Grund ist die Stadt auch unter dem Namen Gradyville bekannt. 1871 erhielt das Dorf ein Postamt. Im selben Jahr erhielt der Ort den Namen Blooming Grove, benannt wurde er nach einem anderen Ort gleichen Namens, dem Geburtsort eines ortsansässigen Arztes. Nach dem Bau der St. Louis Southwestern Railway im Jahr 1881 wurde Blooming Grove etwa anderthalb Kilometer nach Norden an die Strecke verlegt und mit dort existierenden Gemeinde White Church vereinigt. In White Church existierte bereits seit 1869 eine methodistische Kirche.
In den Anfangsjahren konnte Blooming Grove ein starkes Bevölkerungswachstum verzeichnen. 1884 lebten in dem Dorf rund 200 Einwohner, bis 1890 wurde diese Zahl vervierfacht. 1887 wurde eine Schule gegründet. Am 31. März 1890 wurden die Stadtgrenzen von Blooming Grove offiziell festgelegt und der Ort als Stadt inkorporiert. 1902 wurde Blooming Grove Standort des Texas Central College, das jedoch zehn Jahre später wieder aufgelöst wurde. Anfang des 20. Jahrhunderts war Blooming Grove ein Markt- und Handelszentrum für die umliegenden landwirtschaftlichen Betriebe. Wirtschaftlich war Blooming Grove vor allem durch die Baumwollindustrie geprägt. Zu dieser Zeit gab es in der Stadt vier Egreniermaschinen, vier Kirchen, mehrere Geschäfte, zwei Schrotmühlen, zwei Holzlagerplätze, zwei Restaurants und zwei Hotels.
Als Folge der Great Depression und der fallenden Baumwollpreise in den 1930er-Jahren verließen viele Einwohner die Stadt. Nach dem Zweiten Weltkrieg wurde der Rückgang verstärkt, da viele Bewohner den Ort in Richtung Waco oder Dallas verließen, um dort zu arbeiten. Bis 1960 fiel die Einwohnerzahl auf 729, danach stieg sie bis 1990 wieder auf 847 an. Seitdem ist die Einwohnerzahl wieder leicht rückläufig.

## Demografie
Im Jahr 2018 wurde die Einwohnerzahl von Blooming Grove laut American Community Survey auf 704 Einwohner geschätzt. Es gab 290 Haushalte und 201 Familien in der Stadt. Von den Einwohnern waren 94,0 Prozent Weiße, 3,6 Prozent Afroamerikaner, 0,7 Prozent amerikanische Ureinwohner und 1,7 Prozent gaben mehrere Abstammungen an. Hispanics oder Latinos machten 3,8 Prozent der Bevölkerung aus. 43,6 Prozent der Einwohner von Blooming Grove waren männlich und 56,4 Prozent weiblich.
35,9 Prozent der Haushalte hatten Kinder unter 18 Jahren, die bei ihnen lebten, und in 41,7 Prozent der Haushalte lebten Personen über 60 Jahren. Altersmäßig verteilten sich die Einwohner von Blooming Grove auf 26,4 Prozent Minderjährige, 8,1 Prozent zwischen 18 und 24, 25,4 Prozent zwischen 25 und 44, 23,4 Prozent zwischen 45 und 64 und 16,7 Prozent der Einwohner waren 65 Jahre alt oder älter. Das Medianalter lag bei 35,1 Jahren. 2018 lag das Medianeinkommen in Blooming Grove pro Haushalt bei 42.500 US-Dollar und pro Familie bei 59.531 US-Dollar. 21,6 Prozent der Einwohner lebten unterhalb der Armutsgrenze.

## Bildung
Blooming Grove ist Sitz des Blooming Grove Independent School District, zu dem eine Grundschule, eine Junior High School und eine Highschool gehören. Im Schuljahr 2018/19 besuchten insgesamt 929 Schüler die Schulen des Schulbezirks. Zum Schulbezirk gehören neben Blooming Grove noch die Nachbarstadt Barry sowie die umliegenden gemeindefreien Gebiete.